# Wilhelm Wetz
Wilhelm Wetz (* 7. Oktober 1858 in Eppelsheim; † 23. Juni 1910 in Freiburg/Br.) war ein deutscher Anglist und Hochschullehrer.

## Leben und Wirken
Nach dem Schulbesuch in Alzey, Darmstadt und Straßburg studierte Wilhelm Wetz an den Universitäten Berlin, Leipzig und Straßburg Neuere Sprachen und Literaturen und promovierte 1885 an der Universität Straßburg mit einer Dissertation aus dem Gebiet der Romanistik. 1887 habilitierte er sich dort für vergleichende Literaturgeschichte der Neuzeit. Zunächst lehrte er dort bis 1895. In diesem Jahr ließ er sich an der Universität Gießen für das Fach Englische Philologie umhabilitieren. Anschließend lehrte er dort als außerordentlicher Professor. Im Jahre 1902 wurde Wetz ordentlicher Professor an der Universität Freiburg/Br.
Wetz machte sich insbesondere einen Namen durch seine Forschungen zu William Shakespeare.

## Veröffentlichungen (Auswahl)
- Die Anfänge der ernsten bürgerlichen Dichtung des achtzehnten Jahrhunderts. Bd. 1, Abt. 1: Allgemeiner Teil. Das rührende Drama der Franzosen. Reiss, Worms 1885 (Digitalisat).
- Shakespeare vom Standpunkte der vergleichenden Literaturgeschichte. Bd. 1: Die Menschen in Shakespeares Dramen. Reiss, Worms 1890 (2. Ausg. 1897) (Digitalisat).
- Ueber Litteraturgeschichte. Eine Kritik von ten Brink's Rede "Ueber die Aufgabe der Litteraturgeschichte". Haendcke & Lehmkuhl, Hamburg 1891.
- (Hrsg.): Byrons sämtliche Werke in neun Bänden. Hesse, Leipzig 1901.
- Shakespeares Stellung zu seiner Zeit. In: Zeitschrift für vergleichende Literaturgeschichte, N.F., Bd. 16 (1906), H. 4–5, S. 337–355 u. H. 6, S. 411–448.
- Vom mittelalterlichen Drama. In: Preußische Jahrbücher, Bd. 126 (1906), H. 2, S. 225–245.
- Wissenschaftliche Behandlung und künstlerische Betrachtung. Das Corpus Hamleticum. Felber, Berlin 1908.
- Die Lebensnachrichten über Shakespeare mit dem Versuch einer Jugend- und Bildungsgeschichte des Dichters. Winter, Heidelberg 1912.